# Psolus pawsoni
Psolus pawsoni is een zeekomkommer uit de familie Psolidae.
De wetenschappelijke naam van de soort werd in 1986 gepubliceerd door J.E. Miller & R.L. Turner.